# イリヤ・ツィンバラル
イリヤ・ウラジーミロヴィチ・ツィンバラル（Ilya Vladimirovich Tsymbalar、1969年6月17日 - 2013年12月28日）は、ウクライナ、オデッサ出身の元サッカー選手、サッカー指導者。ポジションはMF。

## 経歴
1969年、ウクライナのオデッサで生まれた。1986年に地元のクラブFCチョルノモレツ・オデッサにてキャリアを始めた。1993年、ロシア・プレミアリーグのFCスパルタク・モスクワへ移籍をし、1995年にはロシア年間最優秀サッカー選手賞に輝いた。2002年のシーズン終了後FCアンジ・マハチカラにて現役を終えた。
引退後はアンジ・マハチカラの副社長に就任。2004-2006にはFCヒムキのアシスタント・コーチに就任をした。2006年、当時ロシア・セカンドディビジョンに所属していたFCスパルタク-MZhK・リャザンの監督に就任をすると、中央にて優勝を果たし、ロシア・ファーストディビジョン昇格を成し遂げた。シーズン終了後、クラブ陣営から契約延長を申し込まれたが、合意に達する事が出来なかったためクラブを去った。2008年、FCニジニ・ノヴゴロドの監督に就任をしたが、2009年に自ら辞任。2009年12月22日、FCシンニク・ヤロスラヴリのアシスタント・コーチに就任をした。翌年の5月11日、双方の合意により契約を解消した。
2013年12月28日、心臓の病のため故郷のオデッサで死去。44歳没。

### 代表
代表は独立して間もないウクライナ代表を選択し3試合に出場したが、1994年にロシア代表に鞍替えした。ロシア代表としては1994年4月20日にトルコ代表との試合でデビューを果たし、同年5月29日のスロバキア戦で初ゴールを記録した。1994年から1999年の期間まで代表に招集され、28試合に出場の4得点を挙げた。

## タイトル

### クラブ
FCチョルノモレツ・オデッサ
- ウクライナ・カップ：1 (1992)

FCスパルタク・モスクワ
- ロシア・プレミアリーグ：6 (1993, 1994, 1996, 1997, 1998, 1999)
- ロシア･カップ：2 (1994, 1998)

FCロコモティフ・モスクワ
- ロシア･カップ：2 (2000, 2001)

### 個人
- ロシア年間最優秀サッカー選手賞：1 (1995)